# Église Saint-Benoît de Vitória
L’église Saint-Benoît (portugais : Igreja de São Bento) est un édifice religieux catholique à Vitória, dans le centre historique de Porto, au Portugal. Elle est classée comme monument national . 

## Galerie

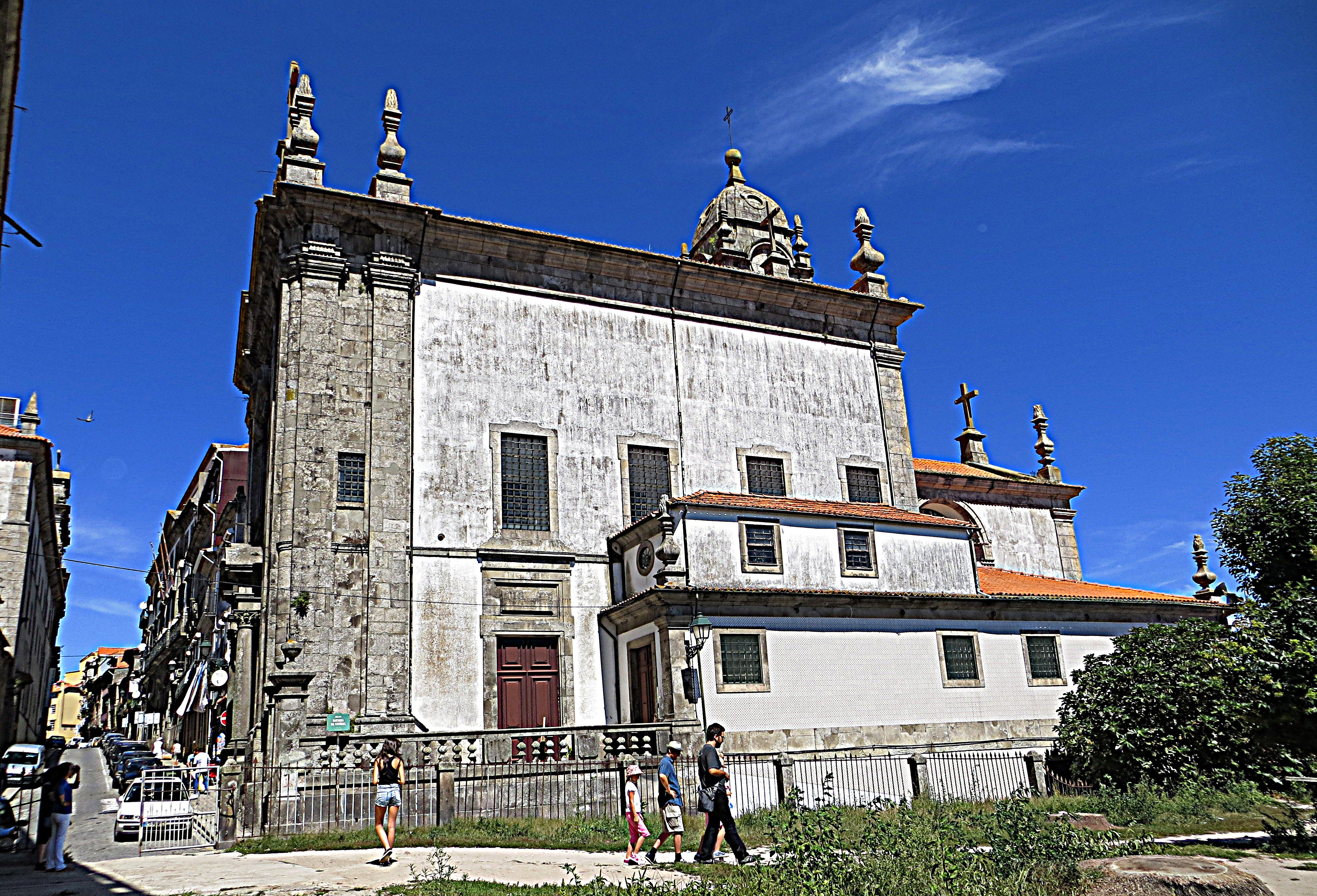
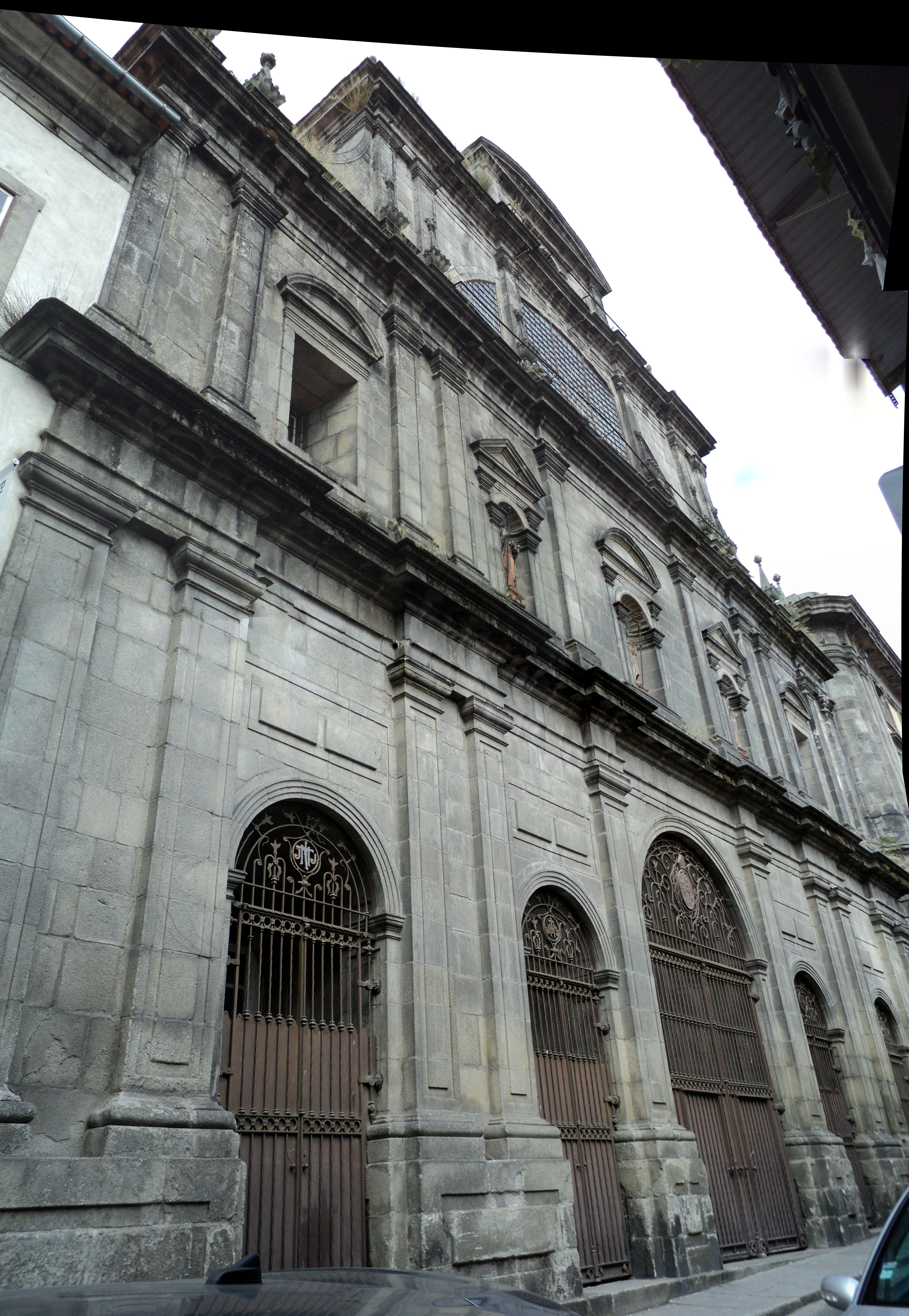
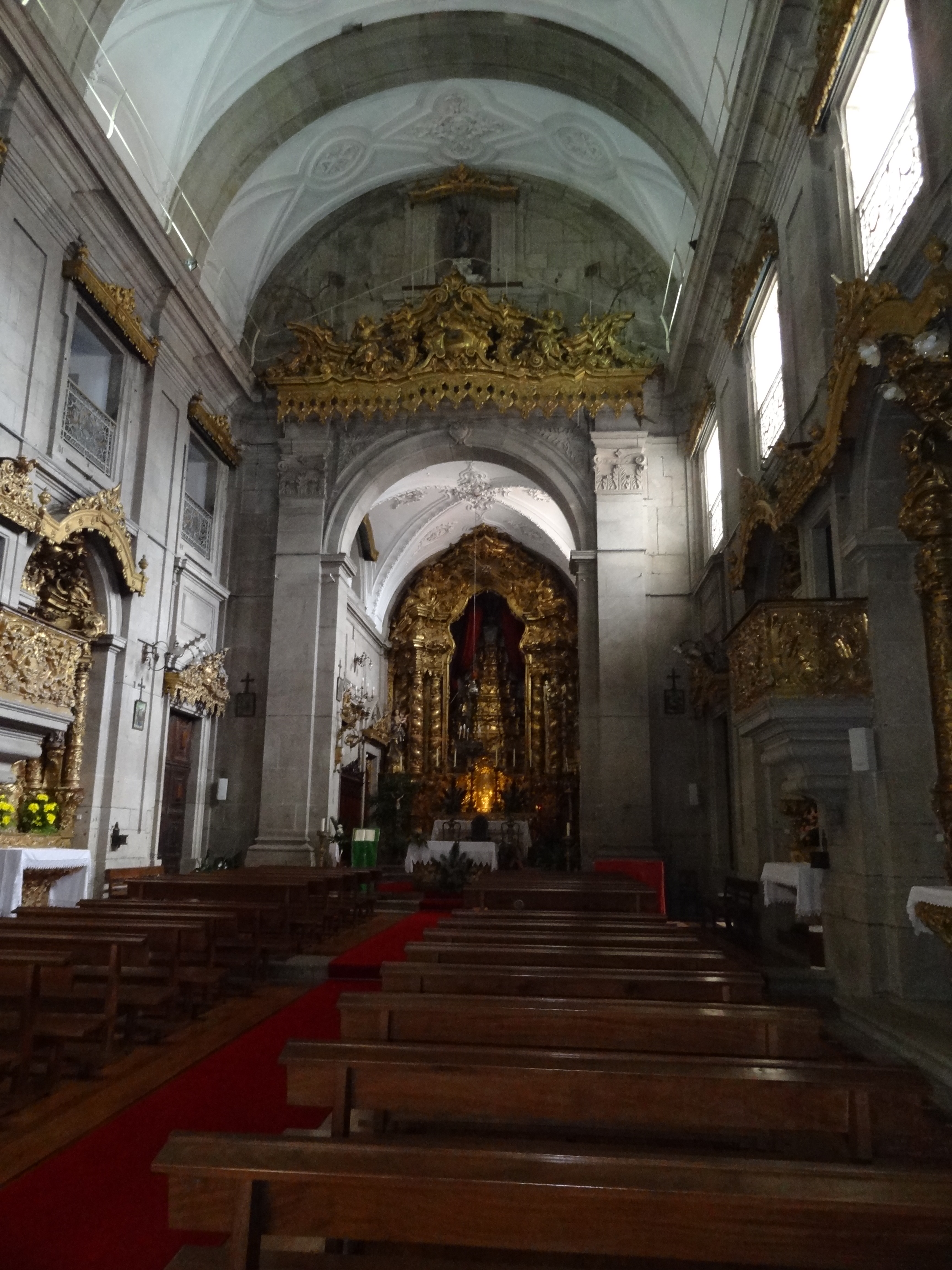
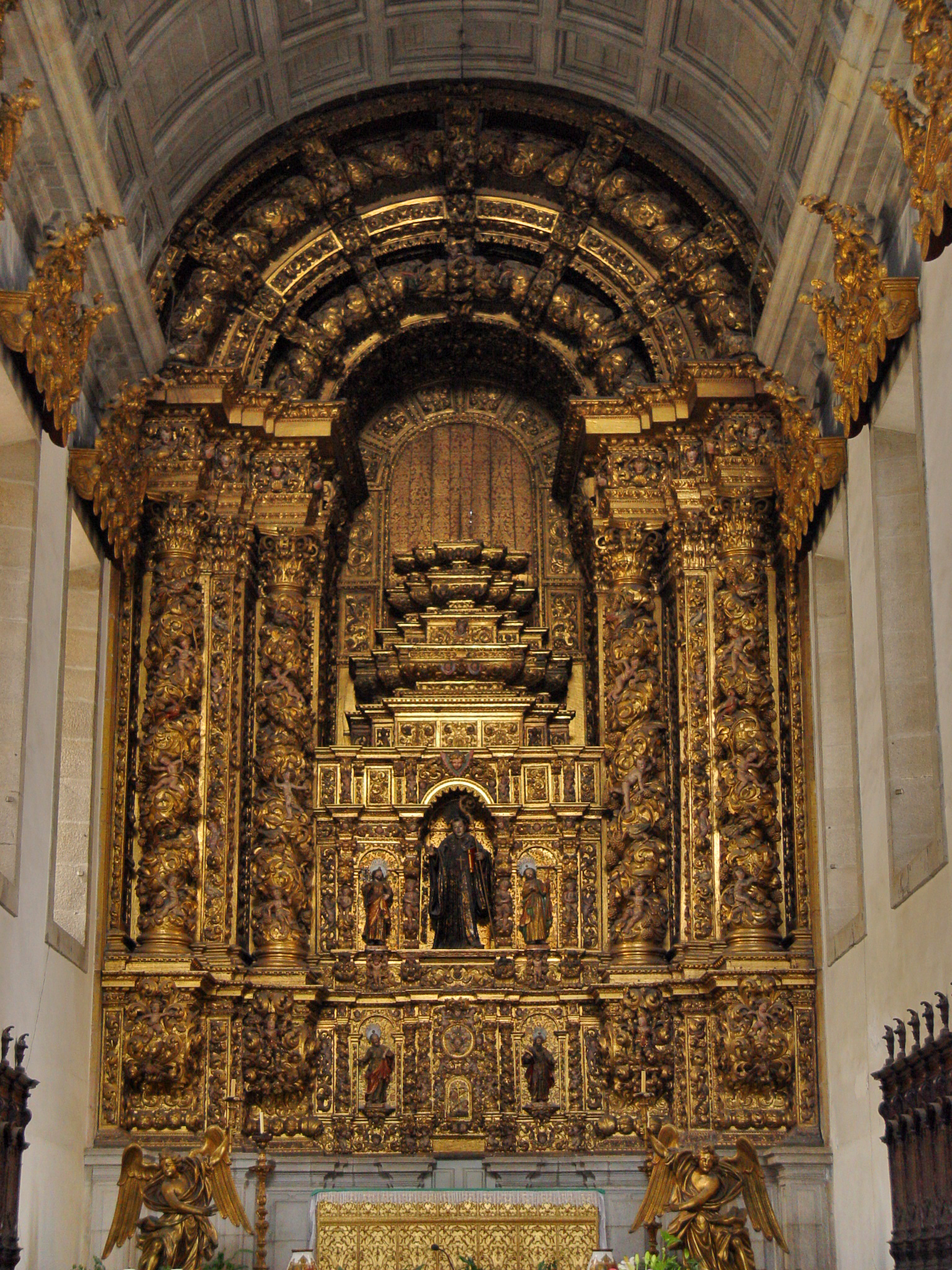
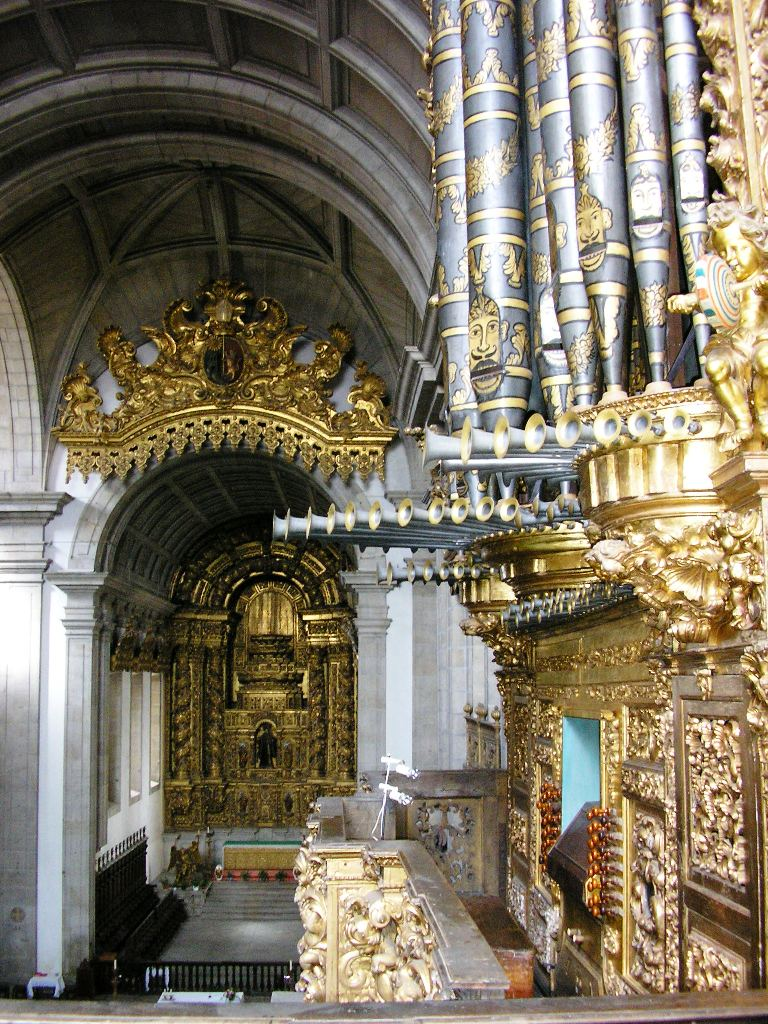